# FIFO та LIFO
LIFO (англ. Last In, First Out) — метод бухгалтерського обліку товарно-матеріальних цінностей (ТМЦ), відповідно до якого ТМЦ, які були поставлені на облік першими, з обліку вибувають першими.
У системі логістики принцип FIFO має особливе значення для правильної ротації продукції та недопущення застарівання. Часто на складах для прискореного навчання працівників, та спрощення розуміння використовується український переклад FIFO — принцип «чотирьох П» (Першим Прийшло — Першим Пішло).

## Інші методи ротації у логістиці
У логістиці, поряд із методами LIFO, FIFO використовуються ще декілька методів ротації товарів, які дозволяють краще врахувати специфіку певної галузі чи властивості певного товару:
- FEFO акронім (англ. First Expire, First Out — перший витікає — перший виходить) — це метод ротації товарів на складі, або в торговельній точці, який враховує залишковий термін придатності (англ. Use By Date, UBD; Expiration date). Товари з мінімальним залишковим терміном зберігання відвантажуються/продаються в першу чергу. Використання даного методу характерне для товарів з короткими термінами реалізації.

- FPFO акронім (англ. First Product First Out — перший вироблено — перший виходить) — метод ротації товарів на складі, який враховує дату випуску продукції. Більш стара продукція відвантажується в першу чергу. Використання цього методу характерне для виробничих складів.

- BBD акронім (англ. Best Before Date — першим збігає рекомендований термін — першим виходить) — метод ротації товарів на складі, або в торговельній точці, який враховує рекомендований термін споживання (не плутати з терміном придатності англ. Use By Date). Товари з мінімальним залишковим рекомендованим терміном придатності відвантажуються в першу чергу. Використання продуктів після закінчення рекомендованого терміну споживання не тягне за собою небезпеки для здоров'я, але вказує на дату, після якої властивості (смак, запах, тощо) та поживні властивості (зниження вмісту вітамінів, окиснення ліпідів, тощо) можуть змінитись (наприклад, випадіння винного каменю).